# Bruck (powiat Ebersberg)
 Bruck – miejscowość i gmina w Niemczech, w kraju związkowym Bawaria, w rejencji Górna Bawaria, w regionie Monachium, w powiecie Ebersberg, wchodzi w skład wspólnoty administracyjnej Glonn. Leży około 9 km na południowy zachód od Ebersberga.

## Demografia
| Rok  | Liczba mieszk. |
| ---- | -------------- |
| 1970 | 879            |
| 1987 | 908            |
| 2000 | 1 047          |
| 2007 | 1 166          |

Dane o ludności z 31 grudnia 2008:
| Opis                                | Ogółem | Ogółem | Kobiety | Kobiety | Mężczyźni | Mężczyźni |
| ----------------------------------- | ------ | ------ | ------- | ------- | --------- | --------- |
| Jednostka                           | osób   | %      | osób    | %       | osób      | %         |
| Populacja                           | 1160   | 100    | 590     | 50,86   | 570       | 49,14     |
| Wiek przedprodukcyjny (0–17 lat)    | 256    | 22,07  | 116     | 10      | 140       | 12,07     |
| Wiek produkcyjny (18–65 lat)        | 699    | 60,26  | 358     | 30,86   | 341       | 29,4      |
| Wiek poprodukcyjny (powyżej 65 lat) | 205    | 17,67  | 116     | 10      | 89        | 7,67      |

## Polityka
Wójtem gminy jest Josef Schwäbl z CSU, rada gminy składa się z 12 osób.
|      | CSU | WGE | BL | Razem |
| 2008 | 6   | 3   | 3  | 12    |
| 2002 | 6   | 3   | 3  | 12    |

## Oświata
W gminie znajduje się przedszkole (50 miejsc) oraz szkoła.